# Viacheslav Belavkin
Viacheslav Pavlovich Belavkin (russisch Вячеслав Павлович Белавкин, deutsche Transkription Wjatscheslaw Pawlowitsch Belawkin; * 20. Mai 1946 in Lemberg; † 27. November 2012) war ein russischstämmiger britischer Mathematiker, der ein Pionier der Quanten-Stochastik war.
Belavkin machte 1970 seinen Abschluss an der Lomonossow-Universität, an der er Schüler von Ruslan Stratonowitsch war und unter anderem bei Andrei Kolmogorow hörte. 1973 wurde er dort promoviert. Gegenstand seiner Abschlussarbeiten war die Erweiterung des stochastischen Kalküls und der Filtertheorie von Stratonovich sowie allgemein von stochastischen Prozessen auf den Quantenfall (Quantum Markov Model, Quantum Stochastic Processes). Er war am Moskauer Institut für Elektronik-Ingenieurwesen. In den 1980er Jahren war er Gastwissenschaftler am Dublin Institute for Advanced Studies und am Volterra Zentrum in Rom. Ab 1992 war er an der University of Nottingham, wo er 1996 Professor für Mathematische Physik wurde.
1996 erhielt er den Preis der Russischen Föderation mit Stratonovich.
Er war verheiratet und hatte einen Sohn.